# Salle des professeurs

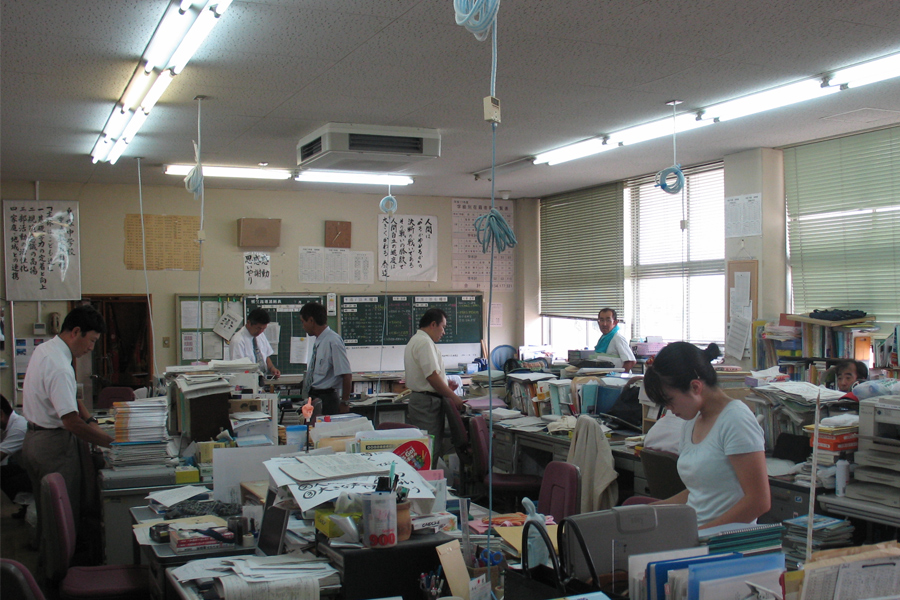
Salle des professeurs dans une école au Japon.

La salle des professeurs, quelquefois dénommée salle des enseignants ou plus simplement « salle des  profs », est un espace commun dédié aux enseignants située au sein d'un établissement scolaire ou d'une université. 
Ce lieu, réservé aux enseignants de l'établissement, est aménagé d'une ou plusieurs tables, de sièges et très souvent de casiers ou de compartiments de rangement nominatifs à l'usage des professeurs. Il comprend quelquefois un distributeur de boissons, une photocopieuse, voire une bibliothèque et permet aux professeurs de préparer leurs cours ainsi que de se détendre durant les périodes intercours.

## Présentation

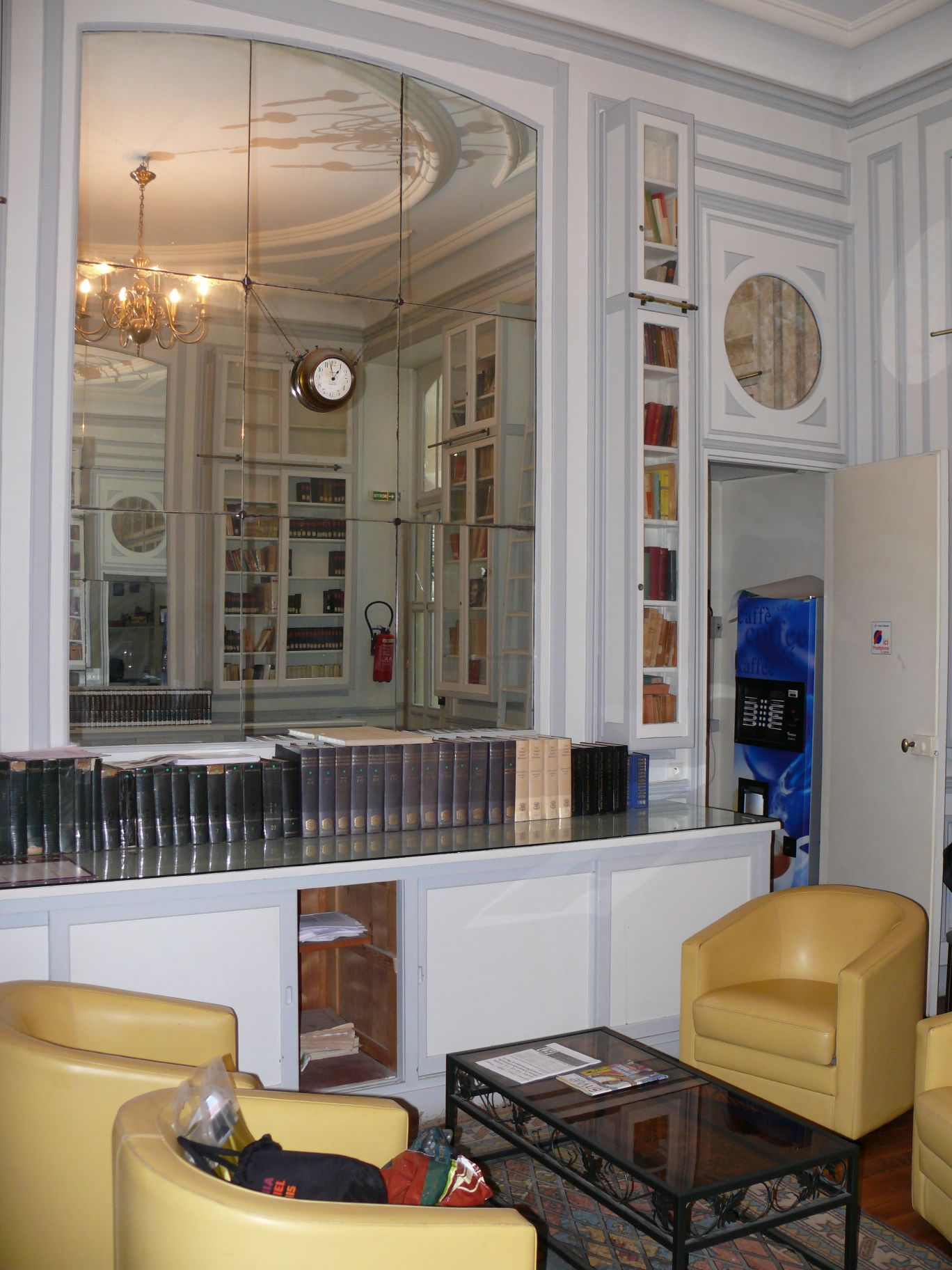
Salle des professeurs du lycée Fénelon à Paris.

Cette salle, à vocation professionnelle, souvent dénommée « salle des profs » par les membres de la communauté éducative, ainsi que par les élèves, est à la fois un lieu de détente et un lieu de travail pour l’équipe enseignante. Cette pièce, exclusivement dédiées aux professeurs, leur permet de prendre des pauses ou éventuellement leurs repas (selon le pays et la réglementation) mais aussi d’organiser des réunions internes ou encore de préparer les cours. Cet espace est situé à l'intérieur de l'établissement d'enseignement, à proximité des salles d'enseignement.
Généralement décrit en tant qu'espace de rencontre et d'échanges, très souvent comme un « bureau des plaintes » ou celui des critiques à l'égard de l'organisation scolaire ou de l'attitude de certains élèves, ce « tiers lieu » peut aussi être le lieu d'échanges nettement plus positifs où les enseignants peuvent évoquer les expériences pédagogiques menées, divers projets, ou tout simplement sur leurs vies personnelles.

## Équipement
La plupart des établissements scolaires et des universités françaises hébergent des salles réservées aux enseignants, à titre d'exemple cet espace dédié du campus de Science-Po Paris comprend dix-sept postes de travail, un scanner, une imprimante et photocopieur à proximité, ainsi qu'un distributeur de boissons et des journaux quotidiens à disposition.

## Dans la culture populaire

### Au théâtre
La pièce de théâtre de Liliane Wouters, La salle des profs présentent la vie de cinq professeurs des écoles dans leur école primaire située dans une ville partagée entre des immeubles habités par une population de migrants et des résidences cossues. Ils accueillent un nouveau confrère qui doit apprendre sa nouvelle fonction sous les conseils éclairés de ses collègues plus expérimentés. Cette pièce de théâtre, jouée depuis 1983 sur différentes scènes est conçue comme la chronique d’une année scolaire scandée par douze journées avec des événements qui leur sont propres.

### Au cinéma

#### Films
La plupart des films dont l'intrigue se déroule dans un établissement scolaire présente souvent la salle des professeurs, lieu favorable à la rencontre des protagonistes du film, tels que Le Maître d'école, Profs, Le Pion, Les Profs, Les Profs 2 ou même Harry Potter et la Chambre des secrets.

#### Documentaire
La salle des profs est un documentaire français du journaliste François Rabaté, tourné au collège Pilâtre-de-Rozier, dans le 11e arrondissement de Paris. Sans bureaux personnels, les professeurs se retrouvent obligatoirement dans un espace collectif dénommé « salle des profs », présenté comme une « charnière entre l'extérieur et la classe ».

### Dans la bande dessinée

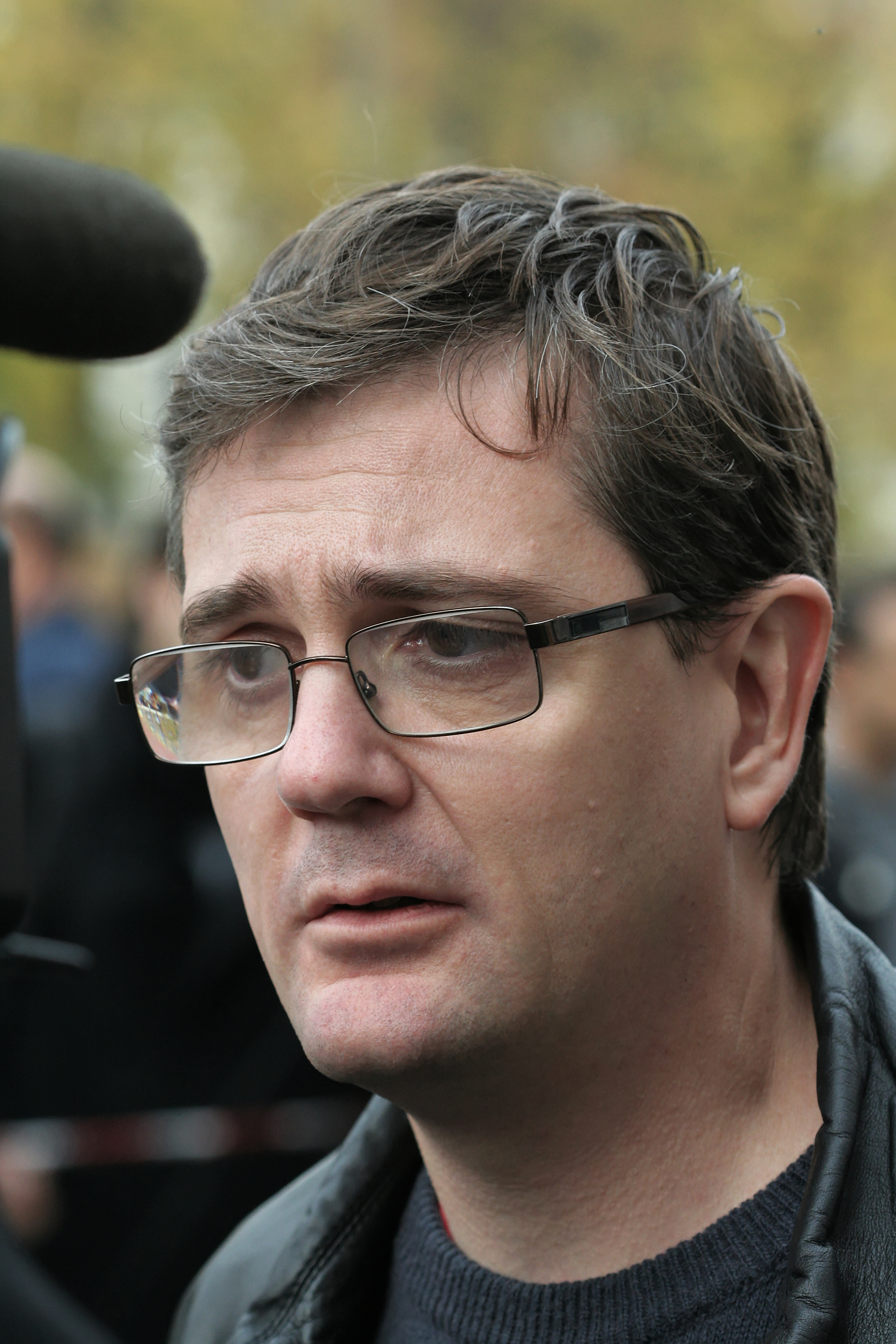
Charb, auteur de la BD La salle des profs.

La BD, Les Profs créée par Pica et Erroc et parue dans le Journal de Mickey représente très souvent la salle des profs, lieu de nombreux sketchs. Le best d'or n°4 (BO4) se dénomme La salle des profs (sorti le 29 octobre 2014) .
La BD, La salle des profs, créée par le dessinateur satirique Charb, paru en 2012 présente tout au long de l'ouvrage une salle des profs d'un collège de banlieue  sans qu'on ne sache ce qui se passe à l'extérieur, hormis le fait d'apercevoir quelques vues d'un incendie permanent par la fenêtre de cette salle,.